# Sasbach am Kaiserstuhl

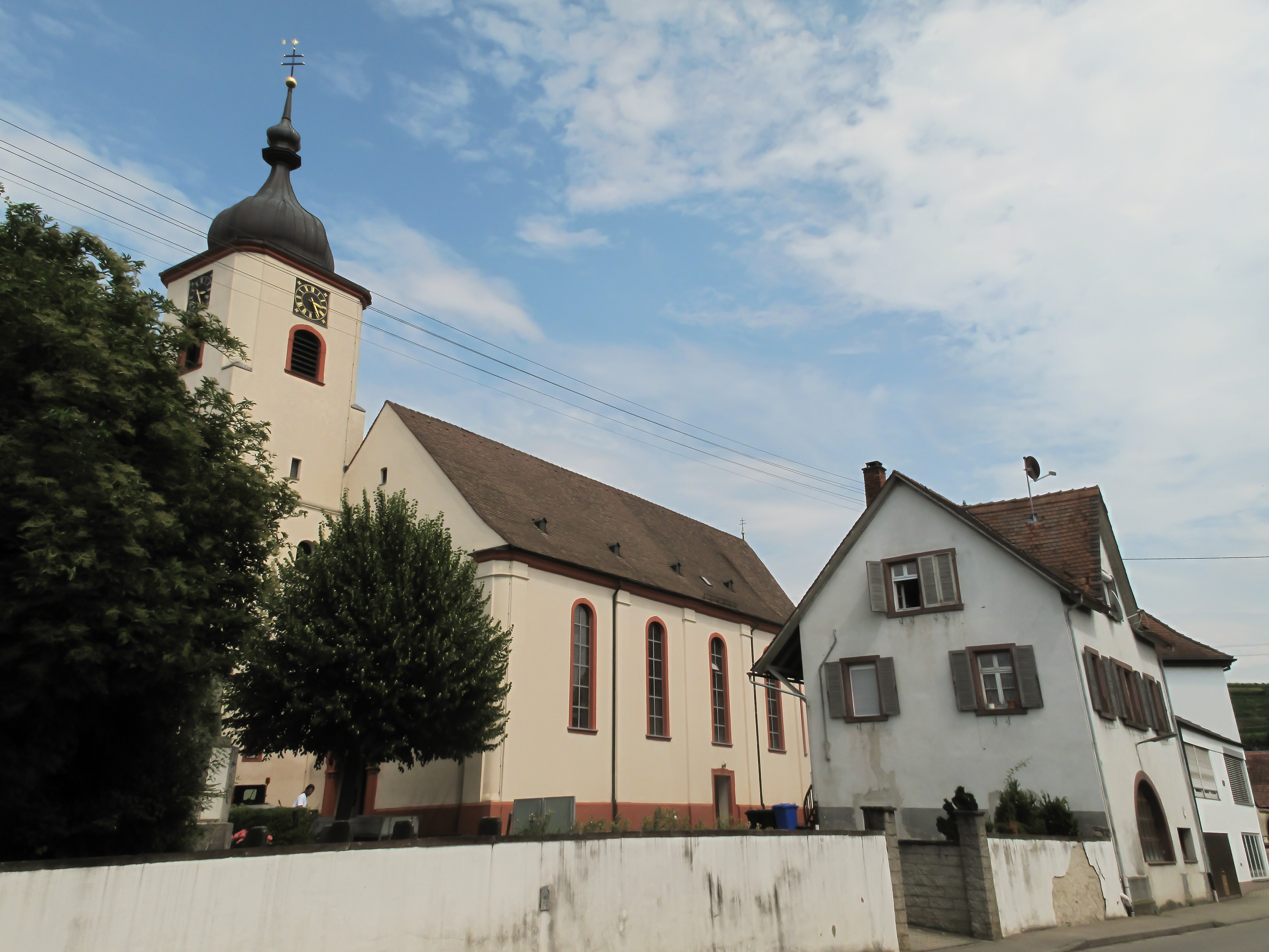
Nhà thờ Jechtingen

Sasbach là một thị xã thuộc huyện Emmendingen, bang Baden-Württemberg, Đức. Đô thị nằm bên bờ sông Rhein và giáp với dãy núi Kaiserstuhl. Nơi đây có tàn tích của hai lâu đài thời Trung cổ, Limburg và Sponeck. Đô thị này có diện tích 20,78 km², dân số thời điểm 31 tháng 12 năm 2020 là 3404 người.